# 川崎秀人
川崎  秀人（かわさき ひでと、1981年〈昭和56年〉11月4日 - ）は、日本の政治家。自由民主党所属の衆議院議員（2期）、総務大臣政務官。
なお、議会登録名など政治活動時において「川崎 ひでと」名を用いる。

## 来歴
三重県伊賀市出身。法政大学経済学部卒業後にNTTドコモ勤務。曽祖父の代からの政治家一族に生まれ、「4代目」と言われたことへの反発心から政治家にならないと決めていたが、子どもが誕生して子育て家庭になった事を機に時代に合った教育整備の必要性を感じ政界を志した。
2017年から2021年（令和3年）まで父・川崎二郎衆議院議員の秘書。鈴鹿市南玉垣町の選挙事務所を担当する責任者を務めたのち、2021年7月に父が引退を表明したことに伴い後継として三重2区から自由民主党公認で立候補することが決まった。同区は立憲民主党の中川正春が強固な地盤を築いていたが、川崎は伊賀地域の地盤を引き継ぐ一方、旧民主党系勢力が強い大票田の鈴鹿市に移り住み、重点的に街頭演説を行って切り崩しを図った結果、同年10月の第49回衆議院議員総選挙では中川を接戦の上制し初当選した。人物像はダイエット目的としてボクシング訓練をするボクシング愛好者。息子と娘がいる。
2023年2月に自民党情報通信インフラ特命チームの事務局長に就任、同年4月に「人口減少や少子高齢化が急速に進展する中、『全国どこでも誰もが便利で快適に暮らせる社会 』 を目指すデジタル田園都市国家構想の実現に向け 、情報通信インフラの整備等に関する取組を一層強化するべきだ」と謳った「情報通信インフラの強化に向けた緊急提言」を政府に行った。提言を受けた総務省が同月に、「デジタル田園都市国家インフラ整備計画（改訂版）」を公表した。
2023年7月、音声配信プラットフォーム「Voicy」のパーソナリティに就任。自民党所属の国会議員では細野豪志衆議院議員に続き２人目となる。
2023年9月、塩崎彰久衆議院議員が厚生労働大臣政務官に就任したため、自民党web3PTの事務局長を退任。後任に川崎が指名され、新事務局長として就任する。同年10月、DAO（分散自律組織)の法整備を検討するために、DAO事業者を招いて「DAOルールメイクハッカソン」を開催した。なお、政策策定におけるハッカソン形式の採用は自民党史上初となる。
2024年1月、「DAOルールメイクに関する提言書」を策定し、合同会社型DAOの必要性を政府に説いた。同年4月、金融庁は合同会社型DAO実現のために「金融商品取引法」の府令改正を行なった。
2024年3月、LIVE配信アプリ「SHOWROOM」において、政治家初の公式ライバーに就任。
2024年10月に行われた第50回衆議院議員総選挙において、自民党に逆風が吹く中、小選挙区では惜敗したが比例東海ブロックにて復活当選。
同年11月13日、第2次石破内閣にて総務大臣政務官に就任。

## 所属委員会
- 総務委員会

## 自民党内所属組織
- 青年局 顧問

## 議員連盟での役職
- 中部国際空港拡充議員連盟 事務局長
- 大阪-名古屋-東京間リニア中央新幹線早期実現を目指す議員連盟 事務局長
- カーボンニュートラルのための国産バイオ燃料・合成燃料を推進する議員連盟 事務局長代行
- 子どもの体験活動による成長・子育てを支援・推進する議員連盟 事務局次長
- ブロックチェーン推進議員連盟 事務局次長
- フェムテック振興議員連盟 事務局次長
- 水道事業促進議員連盟 事務局次長
- 日独友好議員連盟 事務局次長
- 障害者の安定雇用・安心就労の促進をめざす議員連盟（インクルーシブ雇用議連） 事務局長補佐

## 選挙歴
| 当落 | 選挙                   | 執行日         | 選挙区      | 政党       | 得票数    | 得票率 | 定数 | 得票順位 /候補者数 | 政党内比例順位 /政党当選者数 |
| ---- | ---------------------- | -------------- | ----------- | ---------- | --------- | ------ | ---- | ------------------ | ---------------------------- |
| 当   | 第49回衆議院議員総選挙 | 2021年10月31日 | 三重県第2区 | 自由民主党 | 11万155票 | 50.23% | 1    | 1/2                | /                            |
| 比当 | 第50回衆議院議員総選挙 | 2024年10月27日 | 三重県第2区 | 自由民主党 | 8万5863票 | 39.67% | 1    | 2/4                | 4/7                          |